# Hohenbrugg-Weinberg

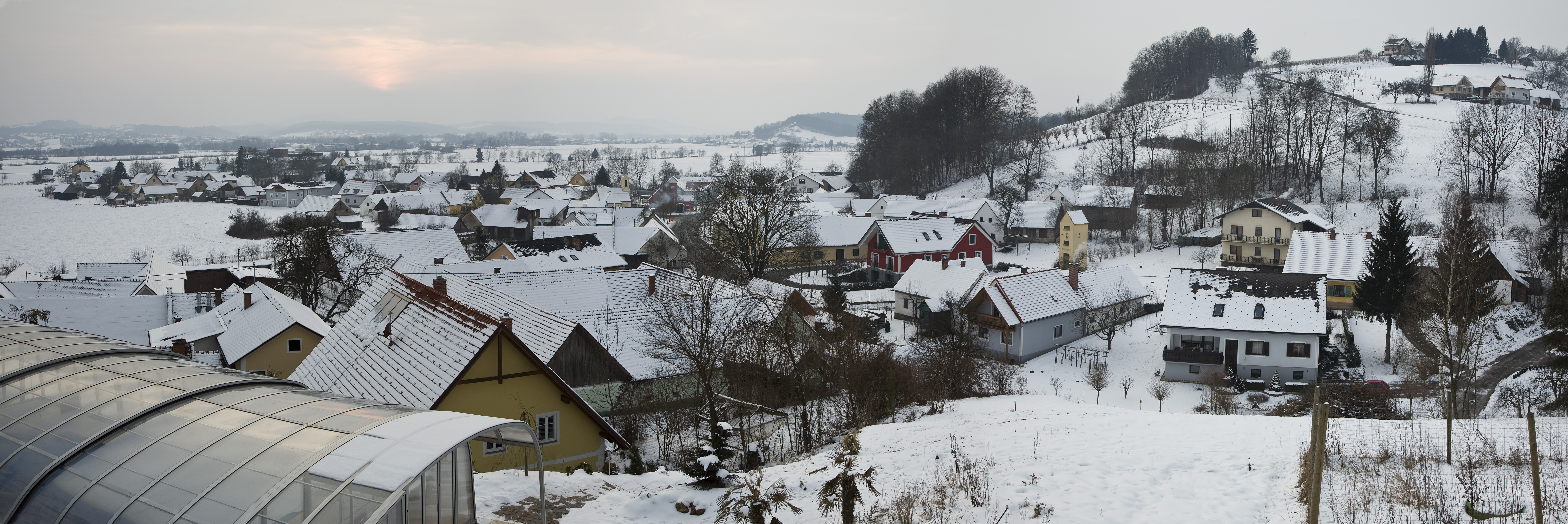
Die Ortschaft Weinberg von Osten

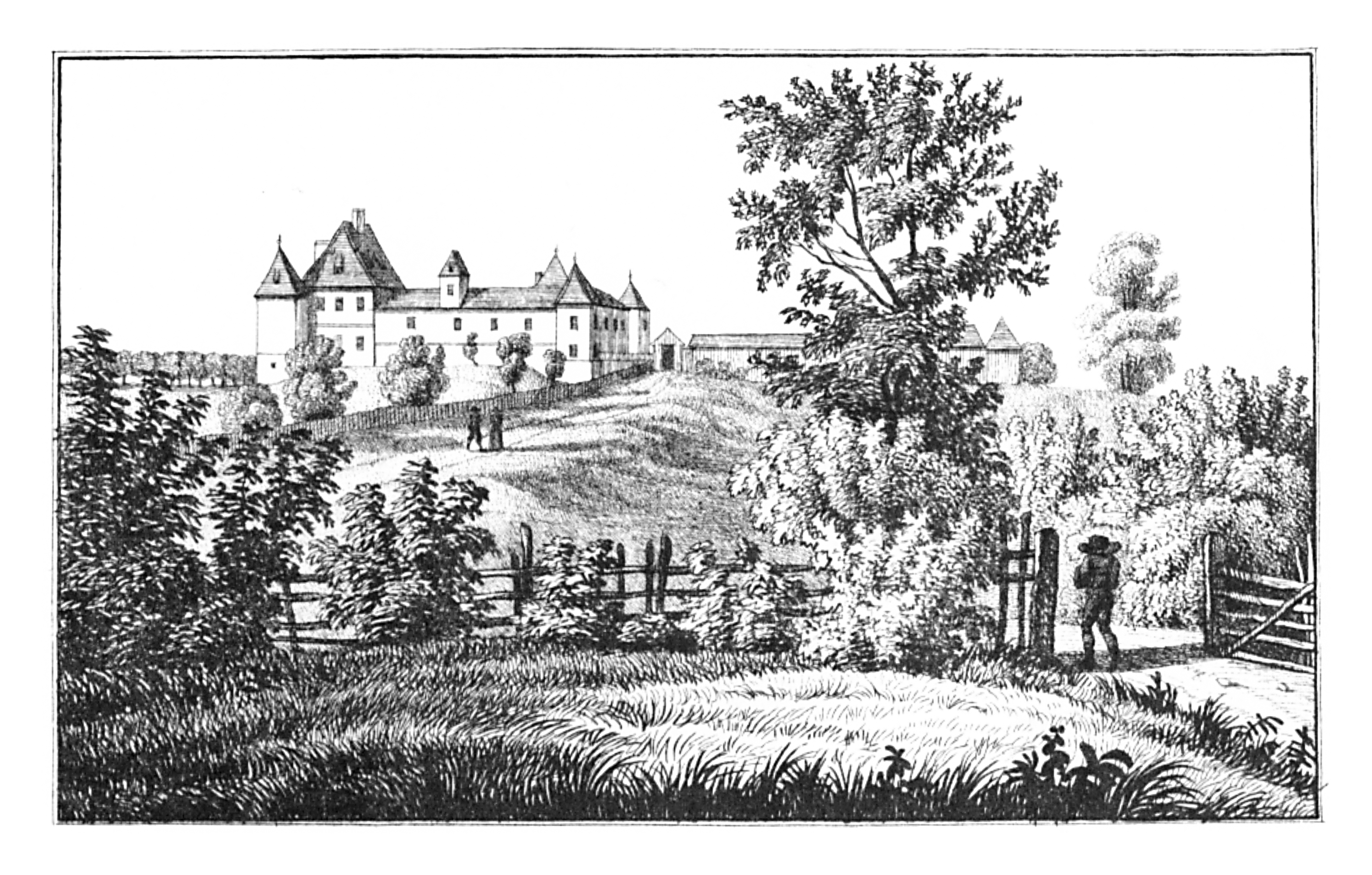
Schloß Hohenbrugg-Weinberg, Gezeich. v. Kuwasseg, 1830

Hohenbrugg-Weinberg ist eine ehemalige Gemeinde mit 970 Einwohnern (Stand: 31. Oktober 2013)
im Südosten der Steiermark im Bezirk Südoststeiermark. Im Rahmen der Gemeindestrukturreform in der Steiermark ist sie seit 1. Jänner 2015 mit den umliegenden Gemeinden Hatzendorf, Fehring, Johnsdorf-Brunn und Pertlstein zur Stadtgemeinde Fehring zusammengeschlossen.
Grundlage dafür ist das Steiermärkische Gemeindestrukturreformgesetz – StGsrG.

## Geografie

### Geografische Lage
Hohenbrugg-Weinberg liegt ca. 50 km östlich von Graz und ca. 14 km östlich der Bezirkshauptstadt Feldbach im oststeirischen Hügelland. Im Osten grenzt Hohenbrugg-Weinberg an das Burgenland, im Süden wird der Verlauf der Gemeindegrenze von der Raab bestimmt.

### Gemeindegliederung
Das Gemeindegebiet umfasste folgende zwei Ortschaften (in Klammern Einwohnerzahl Stand 1. Jänner 2024):
- Hohenbrugg an der Raab (516)
- Weinberg an der Raab (439)

Die Gemeinde bestand aus den Katastralgemeinden Hohenbrugg und Weinberg.

### Nachbargemeinden bis Ende 2014
- im Norden: Unterlamm
- im Osten: Jennersdorf
- im Süden: Fehring
- im Westen: Hatzendorf und Johnsdorf-Brunn

## Kultur und Sehenswürdigkeiten

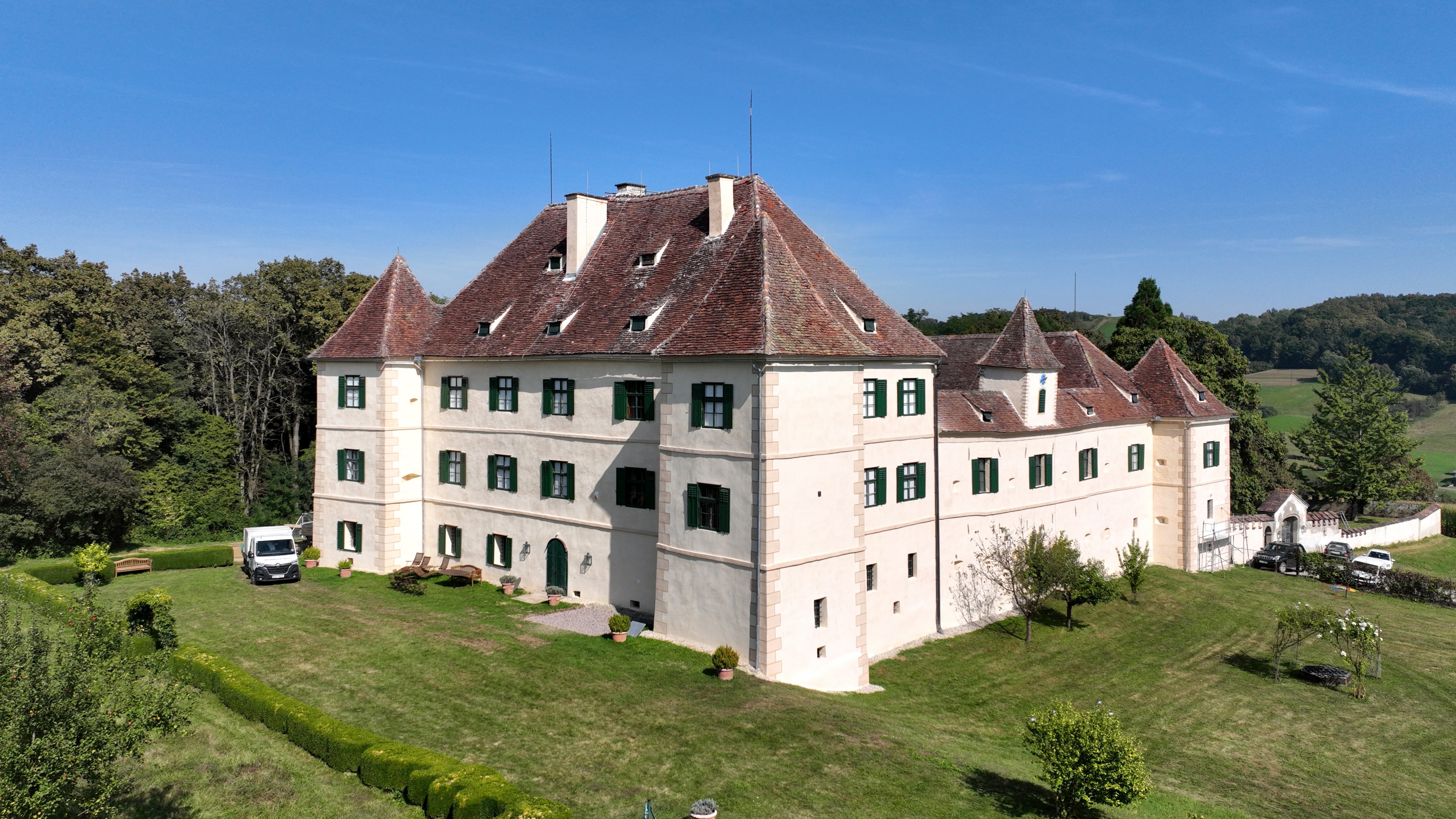
Schloss Hohenbrugg

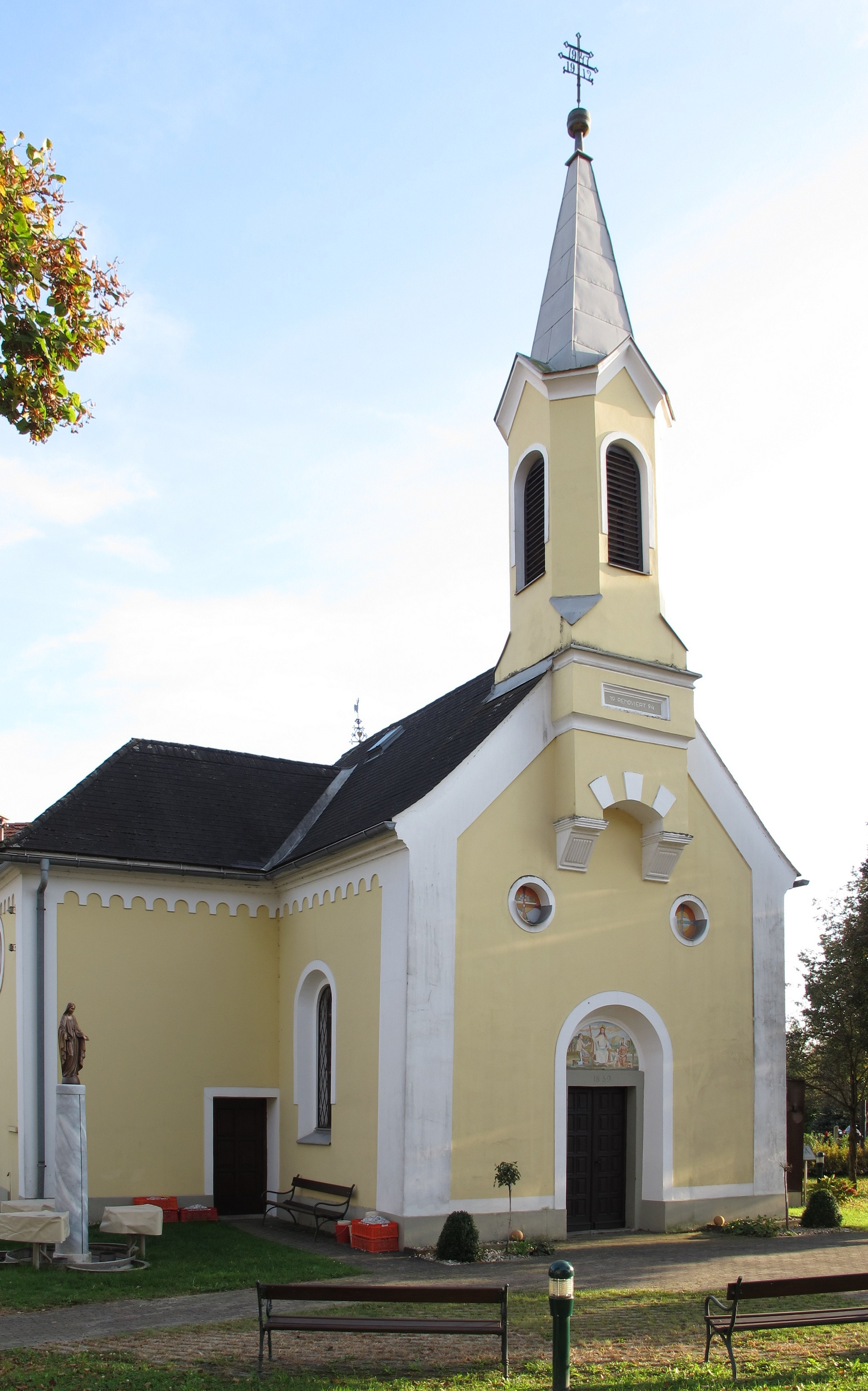
Kapelle Weinberg

- Zu den Sehenswürdigkeiten der Gemeinde zählen das Schloss Hohenbrugg, die Kapelle im Dorfzentrum von Weinberg und jene auf dem Nußberg. Beide Kapellen wurden im 19. Jahrhundert erbaut. Erstere wurde in den 1990er Jahren restauriert.
- Da die Grenze zu Ungarn früher neben Hohenbrugg verlief, steht dort ein Maria-Theresien-Stein, der die alte Grenze markiert.
- Wie in der Südoststeiermark üblich, richten die beiden Sportvereine und Freiwilligen Feuerwehren des Öfteren im Jahr Feste aus, welche in der Regel gut besucht sind.
- Besonders zu erwähnen ist der Weinberger Dorffeiertag Maria Heimsuchung, welcher der Heiligen Maria gewidmet ist. Die Kinder der Gemeinde bekommen an diesem Tag schulfrei.

### Naturschutzgebiet
Eine weitere Sehenswürdigkeit stellt der Raab-Altarm im Grenzgebiet zu Fehring dar, der im Zuge der Regulierung des Flusses entstanden ist. Das Gebiet wird von der Bevölkerung im Sommer zum Fischen und im Winter als Eislaufplatz genutzt. Große Teile des Raabtals werden durch die Aktion „Mein Quadratmeter Raabtal“ geschützt, indem Bewohner bewahrenswerte Grundstücke kaufen. Die Altarme der Raab in der Katastralgemeinde Hohenbrugg und deren angrenzende Teile in der Gemeinde Fehring stehen unter Naturschutz (Gebiet NSG-39c). Geschützt sind Altarmreste als Laichgebiete und Nahrungsquellen, Röhrichtzonen, Auwaldreste, Totholzbestände usw. Dieses Gebiet hat den Namen „Naturschutzgebiet Raabaltarme Schiefer-Hohenbrugg mit angrenzenden Flächen“ und den Zweck, Bestände seltener Tiere und Pflanzen zu schützen, wie den Europäischen Biber, Fischotter, Haselmaus, Eisvogel, Gelbbauchunke, Hirschkäfer usw.

## Wirtschaft und Infrastruktur
Von den Gemeinden Johnsdorf-Brunn, Hohenbrugg-Weinberg und Fehring wurde Ende der 1990er Jahre ein Gewerbezentrum, genannt Grüne Lagune, errichtet. Der Gewerbepark befindet sich in der Nähe des Raab-Altarmes der Raab, wo die Grenzen aller drei Gemeinden aufeinandertreffen. Einige in der Umgebung angesiedelte Firmen haben dort ihren Sitz. Unter den Bewohnern von Hohenbrugg-Weinberg und den umliegenden Gemeinden kamen vor der Eröffnung des Gewerbezentrums große Hoffnungen bezüglich neuer Arbeitsplätze auf. Generell erwartete man sich einen Aufschwung in der gesamten Region.
Die „Grüne Lagune“ wurde jedoch bis in die Gegenwart ihren Anforderungen nicht gerecht. Weder kam es zu Zuwanderung von Industriebetrieben oder Gewerbe in der angepeilten Größenordnung, noch konnten nennenswert Arbeitsplätze geschaffen werden.

### Verkehr
Die Gemeinde ist über die Steirische Ostbahn erreichbar. Eine Zughaltestelle der ÖBB befindet sich in Hohenbrugg an der Raab.

### Bildung
In Hohenbrugg an der Raab befindet sich eine Volksschule. Von der Schüleranzahl abhängig wird in vier oder weniger Klassen unterrichtet. Im Jahre 2008 wurde auch ein Kindergarten eingerichtet der gleich neben der Schule liegt.

## Politik

### Gemeinderat
Der Gemeinderat bestand aus 15 Mitgliedern und setzte sich zuletzt (Gemeinderatswahl 2010) aus Mandaten der folgenden Parteien zusammen:
- 11 ÖVP – stellte Bürgermeister und Vizebürgermeister
- 4 SPÖ

### Wappen
Die Verleihung des Gemeindewappens erfolgte mit Wirkung vom 1. Juni 1982.
Das Wappen setzt sich zusammen aus einer Brücke, die mit Zinnen bewehrt ist und einer Weinrebe. Die Brücke mit Zinnen repräsentiert die Ortschaft Hohenbrugg an der Raab. Da sich früher die Grenze zu Ungarn neben Hohenbrugg befand, symbolisiert die Brücke den Handel und Austausch zwischen den Völkern. Dagegen stellen die Zinnen auf ihr die oft notwendige Verteidigung gegenüber Feinden dar.
Die Weinrebe über der Brücke repräsentiert die Ortschaft Weinberg an der Raab.

## Persönlichkeiten

### Ehrenbürger
- 1982: Josef Krainer (1930–2016), Landeshauptmann

### Söhne und Töchter der Gemeinde
- Anton Kapper (1869–1936), Historiker und Archivar
- Willibald Krenn (1928–2018), Politiker